# Rob Butler (homme politique)
Pour les articles homonymes, voir Robert Butler et Butler.
Robert Butler (né le 19 juin 1967) est un homme politique du Parti conservateur britannique qui est député de Aylesbury de 2019 à 2024.

## Biographie
Butler est né à Aylesbury, dans le Buckinghamshire. Il passe ses premières années à Bedgrove, jusqu'à ce que sa famille déménage à Bicester. Il fréquente l'Université de Sheffield, où il étudie le français et l'économie.
Il commence sa vie professionnelle commee présentateur de télévision à la BBC et plus tard à Channel 5, où il présente les informations du midi de cette chaîne depuis son lancement en 1997 jusqu'à la fin de 2004. En 2005, il fonde un cabinet de conseil en communication et lobbying, qui travaille avec de grandes et petites entreprises du monde entier, comme la société privée de soins de santé Bupa.
En 2010, il rejoint le cabinet de lobbying Pagefield à son lancement, en tant qu'associé et il est toujours répertorié comme associé spécialiste dans leur équipe de conseil senior au moment des élections de 2019.
Avant son élection au Parlement, Butler est également directeur du Her Majesty's Prison and Probation Service (HMPPS). En 2019, Butler est désigné pour succéder à David Lidington comme député d'Aylesbury, un siège sûr pour le Parti conservateur depuis 1885.